# Alfredo Ortiz
Alfredo Ortiz (Los Angeles, anni settanta) è un percussionista e batterista statunitense noto per la sua collaborazione, iniziata nel 1997, con il gruppo hip hop newyorchese Beastie Boys.

## Carriera
Di origine paraguaiana, Alfredo ha cominciato molto presto a suonare percussioni e batteria, fino a fondare, nel 1993, con alcuni suoi amici (Vincent Hidalgo, Dave Hidalgo, Louie Perez III, Billy Harrigan e Anthony Todaro), il gruppo hardcore punk dei Los Villains, la cui vita musicale continua ancora oggi.
Successivamente, nel 1995, conosce il noto tastierista Mark Nishita, per il quale comincia a suonare la batteria durante il suo Change Is Coming tour, tenutosi nello stesso anno. Proprio Nishita, nel 1996, fa conoscere Alfredo al gruppo hip hop dei Beastie Boys, sapendo del loro bisogno di un percussionista dopo la partenza di Eric Bobo, definitivamente passato ai Cypress Hill; diventano presto amici, ed Ortiz partecipa alle sessioni di registrazione del loro nuovo album, Hello Nasty, del 1998.
Dopo avere accompagnato i Beasties durante la loro lunga tournée mondiale, Adam Horovitz gli propone, nel 1999, di suonare la batteria nei BS2000, gruppo recentemente fondato insieme ad Amery Smith. Alfredo accetta, ed accompagna i due nel Simply Mortified tour, che si tiene nel 2001.
Ha collaborato con il gruppo musicale dei Tenacious D per il loro primo album di debutto omonimo del 2001.
Nel 2004 ritorna a collaborare con i Beastie Boys, e durante la loro tournée a seguito dell'uscita del nuovo album To the 5 Boroughs, suona percussioni e batteria.
Ha fatto recentemente la sua comparsa nell'ultimo DVD della band newyorchese, Awesome...I Fuckin' Shot That!, uscito nel 2006, nel quale suona le percussioni.